# Vazovo
Vazovo (bulgariska: Вазово) är ett distrikt i Bulgarien.   Det ligger i kommunen Obsjtina Isperich och regionen Razgrad, i den nordöstra delen av landet, 300 km öster om huvudstaden Sofia.
Trakten runt Vazovo består till största delen av jordbruksmark. Runt Vazovo är det ganska tätbefolkat, med 65 invånare per kvadratkilometer.